# Sergio Kato
Pour les articles homonymes, voir Kato.
Sergio Kato, nom de scène de Sergio Luiz Pereira, né le 15 juillet 1960 à Além Paraíba, Minas Gerais, (Brésil), est un animateur de télévision, humoriste et acteur brésilien.

## Biographie
Sergio Kato commence dans le métier du spectacle à seize ans et gagne en notoriété grâce à sa participation en tant que danseur et comédien au théâtre Scala Rio (pt) dans le quartier de Leblon, à Rio de Janeiro.
Par après, il est acteur et mannequin dans le secteur de la publicité et apparait à la télévision, en particulier dans la comédie Viva o Gordo, et dans des films tels que Os Trapalhões e o Mágico de Oróz et Flying Virus.
Sergio Kato est le frère de l'ancien footballeur et actuel entraîneur de football Mazarópi.

## Filmographie partielle

### Au cinéma
- 1978 : Se Segura, Malandro! : Antonio
- 1980 : Cabaret Mineiro : Daniel
- 1980 : O Convite ao Prazer : Castilho
- 1983 : O Escândalo na Sociedade : Jorge
- 1984 : Os Trapalhões e o Mágico de Oróz : Bunglers
- 1984 : Portés disparus (Missing in Action) : Bouncer
- 1985 : Brazil de Terry Gilliam : Interview Official
- 1985 : Le Baiser de la femme araignée (Beijo da mulher aranha) : Molina's Friend
- 1986 : Short Circuit : Frank
- 1987 : Au revoir les enfants : Jean-Pierre
- 1988 : Bloodsport : Fighter
- 1989 : Brenda Starr : Cab Driver Jose
- 1990 : A Rota do Brilho : Marcão
- 1993 : Indecent Proposal : Tim
- 1993 : Only the Strong (Streetfighter, la rage de vaincre) : Silverio's Bodyguard
- 1994 : True Lies : Bread Van Terrorist #3
- 1994 : The Shawshank Redemption (Les Évadés) : Inmate II
- 1995 : Search and Destroy : En plein cauchemar : le garde de sécurité
- 1997 : Austin Powers: International Man of Mystery : le garde de sécurité
- 1998 : Central do Brasil : Dora's Client
- 1998 : I Might Even Love You : Bartender
- 1998 : The Truman Show : Production Assistant
- 1998 : Simão o Fantasma Trapalhão : Paulinho
- 1999 : Clubland : Nnight Club Bouncer
- 2001 : Mala racha : Policeman
- 2001 : Flying Virus : Scared Soldier
- 2003 : Le Gardien du manuscrit sacré (Bulletproof Monk) : Merc
- 2003 : Power Play : Soldier
- 2003 : S.W.A.T. : Prison Guard
- 2005 : Because of Winn-Dixie : SPCA Officer
- 2005 : Talkers Are No Good Doers : Jim
- 2005 : The Film : Police #2
- 2006 : The Darwin Awards : Detective
- 2006 : Danny Roane: First Time Director : Policeman
- 2006 : Played : Officer Estevez
- 2006 : El Noctámbulo : Pedro
- 2007 : Chapter 27 : Waiter
- 2007 : Acteur (court métrage) : Jean
- 2010 : Federal : Luis (non crédité)
- 2011 : The Hunters : Dan
- 2011 : Rio (voix)
- 2011 : The Artist : acteur
- 2011 : Say no to drugs : Cop 5
- 2012 : Al Pereira vs. the Alligator Ladies : Nestor
- 2012 : Shooter : Policeman
- 2013 : Gangster Squad : Officer Lane
- 2013 : Casse-tête chinois : le deuxième fuyard
- 2013 : Du sang et des larmes (Lone Survivor) : Navy Seal
- 2013 : Pendejo : Millani
- 2014 : Reasonable Doubt : Court Bailiff
- 2014 : My Trip Back to the Dark Side : Don
- 2014 : La Planète des singes : L'Affrontement : Colony Survivor
- 2014 : Rio, I Love You (Rio, Eu Te Amo) : (segment Inútil Paisagem)
- 2014 : Big Stone Gap : Steve
- 2015 : Terminator Genisys : Guerrilla Officer
- 2016 : Ave, César ! : officier romain
- 2016 : Suicide Squad : homme hispanique
- 2017 : Jekyll Island (The Crash) de Aram Rappaport : Secret Service